# Hidakagawa
Hidakagawa (日高川町?) è una cittadina giapponese della prefettura di Wakayama.